# توماس أوستين
توماس أوستين (9 مارس 1857 بملبورن في أستراليا - 11 فبراير 1941 في نيوزيلندا) (بالإنجليزية: Thomas Austin)‏ هو لاعب كريكت نيوزلندي.

## وصلات خارجية
- توماس أوستين على موقع إي آس بي آن كريك إنفو (الإنجليزية)